# 亞歷山德里夫卡 (沃羅諾維察市鎮)
49°12′2″N 28°48′51″E / 49.20056°N 28.81417°E
亞歷山德里夫卡（烏克蘭語：Олександрівка），是烏克蘭的村落，位於該國西南部文尼察州，由文尼察區的沃罗诺维察市镇負責管轄，始建於1738年，面積1.54平方公里，海拔高度268米，2001年人口472。